# Tinh vân tối
Tinh vân tối là loại tinh vân gồm khí và bụi không trong suốt và dày dặc tới mức có thể che khuất ánh sáng từ phát xạ nền hay tinh vân phản xạ (như tinh vân Đầu Ngựa trong chòm sao Lạp Hộ) hay ngăn cản các ngôi sao nền (như tinh vân Bao Than trong chòm sao Nam Thập Tự). Trên bầu trời, chúng hiện lên là các bóng đen do ánh sáng từ các ngôi sao chiếu đến đã bị khí hấp thụ gần hết.
Các đám mây tối xuất hiện như thế là do các hạt bụi kích thước dưới cấp micromet, được che phủ bằng monoxit cacbon và nitơ đóng băng, ngăn cản có hiệu quả đường di chuyển của sóng điện từ ở các bước sóng có thể nhìn thấy. Cũng tồn tại các chất như hiđrô phân tử, heli nguyên tử, C18O, CS, NH3 (amonia), H2CO (fomanđêhít), c-C3H2 (cyclopropenyliden) và ion N2H+ (diazenylium), tất cả chúng đều tương đối trong suốt. Các đám mây này là nơi sản sinh của các ngôi sao và hành tinh, và việc hiểu biết sự phát triển của chúng là thiết yếu cho sự hiểu biết quá trình hình thành sao.
Hình dạng của các đám mây tối như vậy là rất bất thường: chúng không có các ranh giới ngoài định nghĩa rõ ràng và đôi khi có các hình dạng như con rắn cuộn mình lại. Các tinh vân tối lớn nhất là dễ thấy với mắt thường, xuất hiện như là các vệt tối màu trên nền sáng hơn của dải Ngân Hà.
Trong các khu vực bên trong của các tinh vân tối thì các sự kiện quan trọng như hình thành sao và maser diễn ra.
Trong nhiều trường hợp, các đám tinh vân hành tinh phát ra do các vụ nổ siêu tân tinh cũng có thể tập hợp lại thành các hành tinh hay các ngôi sao trẻ mới do hấp dẫn bản thân của chúng. Lực hấp dẫn liên kết các đám khí bụi lại thành các tinh vân và lại liên kết chúng chặt chẽ hơn nữa để chúng trở thành các ngôi sao, các hành tinh.